# Menas (Mezzana)
Menas (IPA: /meˈnas/, Menàs in solandro) è una frazione del comune di Mezzana in provincia autonoma di Trento.

## Geografia fisica

### Territorio
Menas si trova in Val di Sole, ai piedi della cima Vegaia nel gruppo Vegaia-Tremenesca, separato dal rio Valletta dal vicino paese di Ortisé.

## Origini del nome
Il nome del centro abitato è di origine prelatina sia per quanto riguarda il suffisso -as che il personale Mane, a testimonianza del fatto che la presenza dell'abitato risale a tempi remoti.

## Monumenti e luoghi d'interesse

### Architetture religiose
- Chiesa di San Rocco Pellegrino, chiesa cimiteriale ricostruita nel 1902, lungo la strada che collega Ortisé a Menas.[3][6]